# Ors
Ors är en kommun i departementet Nord i regionen Hauts-de-France i norra Frankrike. Kommunen ligger i kantonen Le Cateau-Cambrésis som tillhör arrondissementet Cambrai. År 2022 hade Ors 639 invånare.

## Befolkningsutveckling
Antalet invånare i kommunen Ors
| Referens: INSEE |